# Plénée-Jugon
Plénée-Jugon település Franciaországban, Côtes-d’Armor megyében. Lakosainak száma 2533 fő (2022. január 1.). Plénée-Jugon Jugon-les-Lacs-Commune-Nouvelle, La Malhoure, Penguily, Plestan, Rouillac, Sévignac, Tramain és Le Mené községekkel határos.

## Népesség
A település népességének változása:
| Lakosok száma | 2526 | 2291 | 2235 | 2386 | 2423 | 2406 | 2410 | 2429 | 2434 | 2533 |
|               | 1968 | 1982 | 1990 | 2006 | 2013 | 2015 | 2017 | 2019 | 2020 | 2022 |